# Hilliard (Ohio)
Hilliard es una ciudad ubicada en el condado de Franklin en el estado estadounidense de Ohio. En el Censo de 2010 tenía una población de 28435 habitantes y una densidad poblacional de 823,31 personas por km².

## Geografía
Hilliard se encuentra ubicada en las coordenadas 40°2′15″N 83°8′59″O / 40.03750, -83.14972. Según la Oficina del Censo de los Estados Unidos, Hilliard tiene una superficie total de 34.54 km², de la cual 34.1 km² corresponden a tierra firme y (1.26%) 0.44 km² es agua.

## Demografía
Según el censo de 2010, había 28435 personas residiendo en Hilliard. La densidad de población era de 823,31 hab./km². De los 28435 habitantes, Hilliard estaba compuesto por el 88.54% blancos, el 2.95% eran afroamericanos, el 0.15% eran amerindios, el 5.61% eran asiáticos, el 0.03% eran isleños del Pacífico, el 0.8% eran de otras razas y el 1.91% pertenecían a dos o más razas. Del total de la población el 2.33% eran hispanos o latinos de cualquier raza.